# Cheshire (EP)
Cheshire è il sesto EP del girl group sudcoreano Itzy, pubblicato nel 2022.

## Tracce
1. Cheshire – 3:02
2. Snowy – 2:53
3. Freaky – 2:55
4. Boys Like You – 3:43